# Йохан I (Спонхайм-Щаркенбург)
Йохан I фон Спонхайм (на немски: Johann I von Sponheim; * пр. 1206, † 1266) от род Спанхайми е граф на графство Спонхайм от 1218 до 1266 г., основател на линията Щаркенбург (Долното графство Спонхайм) и наследник на Графство Сайн (1263 – 1266).

## Биография
Той е първият син на граф Готфрид III от Спонхайм († 1223) и съпругата му Аделхайд фон Сайн († 1263).
Йохан I управлява графството Спонхайм с братята си Симон I († 1264) и Хайнрих I († 1259). Между 1223 и 1237 г. братята си разделят цялото наследство. Йохан I получава 1/3 от графството Спонхайм и основава Долното графство Спонхайм (линията Щаркенбург) и е наследник на графство Сайн на бездетния си чичо Хайнрих III фон Сайн († 1247). Брат му Симон I получава 2/3 от графството Спонхайм и основава Горното графство Спонхайм (линията Кройцнах). Брат му Хайнрих I се жени за наследничката на господство Хайнсберг и основава линията Спонхайм-Хайнсберг. Полубрат му Еберхард (от втория брак на майка му Аделхайд с графа на Еберщайн) трябва да получи графство Сайн, но умира рано.
Йохан I резидира в замък Щаркенбург и се споменава за последен път в документ през 1266 г. Погребан е в манастир Химерод. Синовете му си поделят собствеността му. Син му Готфрид основава новата линия фон Сайн.

## Фамилия
Йохан I се жени два пъти. Първият му брак е бездетен. Втората му съпруга вероятно е от род Алтена-Изенберг, дъщеря на граф Фридрих фон Изенберг и съпругата му София фон Лимбург. С нея той има децата:
- Готфрид I фон Спонхайм-Сайн (* пр. 1247; † ок. 1282/1284), ∞ пр. август 1258 г. за Юта фон Изенбург († 1314)
- Елизабет († сл. 1265), ∞ граф Герхард фон Нойенар († сл. 1265/1270)
- Хайнрих I фон Спонхайм (1235/1240 – 1289), граф на Спонхайм (1266 – 1289), ∞ пр. 1277 г. за Бланшефльор фон Юлих († 1330)
- Агнес († 1287), ∞ пр. 1255 г. граф Марквард II фон Золмс († 1272/1280)
- Аделхайд фон Сайн (* 1228; † 1297), ∞ Дитрих фон Алтена-Изенберг († 1299 или 1301)